# باول كاري
باول كاري (21 مايو 1920 - 13 نوفمبر 2009) (بالإنجليزية: Paul Carey)‏ هو لاعب كريكت بريطاني (وحمل سابقاً جنسية المملكة المتحدة لبريطانيا العظمى وأيرلندا). لعب مع Europeans cricket team ‏.

## وصلات خارجية
- باول كاري على موقع إي آس بي آن كريك إنفو (الإنجليزية)